# 기기협
기기협(機器俠, Metallic Attraction: Kungfu Cyborg)은 중국에서 제작된 유진위 감독의 2009년 액션, 코미디, SF 영화이다. 후준 등이 주연으로 출연하였고 탁오 등이 제작에 참여하였다.

## 출연

### 주연
- 후준
- 손려
- 방력신

### 조연
- 감미
- 정중기
- 오경
- 증지위
- 나가영
- 종국웅
- 시뢰
- 진요영
- 황담삼
- 곽림
- 홍준걸
- 이건인
- 이혜협
- 대정연
- 장립추
- 정이
- 종한호
- 왕자연
- 양지영
- 노삼보
- 풍효금
- 장산산
- 이황진
- 백여
- 양우헌
- 소류환
- 주학량
- 주삼림
- 위혁파
- 무량
- 장양
- 장지위
- 두수빈
- 마운비
- 왕가
- 엄준강
- 엄전금
- 유준위
- 진석
- 양건
- 고위
- 전가락
- 등려흔
- 매소혜
- 주백강
- 강광도
- 손박
- 조은여

## 제작진
- 출품인: 황군비
- 출품인: 이명
- 출품인: 임중륜
- 출품인: 가약정
- 출품인: 오천명
- 출품인: 이국흥
- 프로듀서: 탁순국
- 프로듀서: 서영문
- 프로듀서: 오문표
- 프로듀서: 은춘수
- 조명: 주서홍
- 조명: 미고
- 조연출: 여계강
- 조연출: 진호명
- 조연출: 시화봉
- 조연출: 장양
- 녹음: 증경상
- 녹음: 후효휘
- 녹음: 유언걸
- 녹음: 왕금표
- 음향편집: 증경상
- 음향편집: 이요강
- 미술: 뢰초웅
- 특수효과: 마영안
- 특수효과: 정문정
- 무술연출: 위안더
- 카스턴트: 진문휘
- 카스턴트: 구대위
- 무술조연출: 진석